# Louis Schweitzer
Louis Schweitzer (ur. 1942 w Genewie w Szwajcarii) – w okresie od 27 maja 1992 do 29 kwietnia 2005 szef firmy Renault. Obecnie jest członkiem zarządu angielsko-szwedzkiego koncernu farmaceutycznego AstraZeneca oraz dyrektorem niewykonawczym firm: BNP Paribas, Électricité de France, Veolia Environnement, Volvo AB i L’Oréal.
Jest synem Pierre-Paula Schweitzera. Spokrewniony z Jeanem-Paulem Sartre- głównym filozofem egzystencjalizmu. Posiada dyplom wyższej uczelni z zakresu prawa, co dało mu wstęp do tak elitarnych uczelni jak paryski Instytut Nauk Politycznych i École nationale d’administration. 
W 1970 roku piastował funkcję nadzorczą w Banku Francji. W 1986 roku dołączył do grupy Renault. Na początku był szeregowym pracownikiem finansowym, by już w 1988 roku stać się dyrektorem planowania strategicznego. Od 27 maja 1992 do 29 kwietnia 2005- szef firmy Renault. Na stanowisku szefa Renault zastąpił go Carlos Ghosn. W latach 2001–2001 szef spółki Renault-Nissan. Obecnie jest członkiem rady nadzorczej Renault. 
Otrzymał francuską Legię Honorową oraz order za zasługi dla Republiki Francuskiej. W 2005 otrzymał Krzyż Komandorski Orderu Gwiazdy Rumunii.
W 2008 r. Został skazany i skazany za podsłuch pisarza Jean-Edern Hallier.